# Ernest Hanks
Ernest Hanks (tháng 4 năm 1888 – tháng 10 năm 1965) là một cầu thủ bóng đá người Anh thi đấu ở vị trí tiền đạo thi đấu ở Football League cho Woolwich Arsenal.

## Đời sống cá nhân
Từ năm 1904 đến năm 1906, Hanks phục vụ trong một tiểu đoàn của Trung đoàn Hoàng gia Berkshire). Ông phục vụ ở vị trí hạ sĩ trong Army Service Corps trong Thế chiến thứ nhất.

## Thống kê sự nghiệp
| Câu lạc bộ          | Mùa giải            | Giải vô địch                   | Giải vô địch | Giải vô địch | Cúp FA | Cúp FA | Tổng | Tổng |
| Câu lạc bộ          | Mùa giải            | Hạng đấu                       | Trận         | Bàn          | Trận   | Bàn    | Trận | Bàn  |
| ------------------- | ------------------- | ------------------------------ | ------------ | ------------ | ------ | ------ | ---- | ---- |
| Woolwich Arsenal    | 1912–13             | First Division                 | 4            | 1            | 0      | 0      | 4    | 1    |
| Brentford           | 1919–20             | Southern League First Division | 1            | 0            | —      | —      | 1    | 0    |
| Tổng cộng sự nghiệp | Tổng cộng sự nghiệp | Tổng cộng sự nghiệp            | 5            | 1            | 0      | 0      | 5    | 1    |